# Miconia crocea
Miconia crocea är en tvåhjärtbladig växtart som först beskrevs av Louis Auguste Joseph Desrousseaux, och fick sitt nu gällande namn av Charles Victor Naudin. Miconia crocea ingår i släktet Miconia och familjen Melastomataceae. Inga underarter finns listade i Catalogue of Life.